# Templo de Dioniso (Pérgamo)
El Templo de Dioniso fue un antiguo templo griego dedicado a Dioniso en Pérgamo, en Asia Menor, en Turquía. Sus ruinas se encuentran en la acrópolis de Pérgamo, que forma parte del Patrimonio de la Humanidad de la Unesco de Pérgamo y su paisaje cultural de estratos múltiples.

## Historia
Se construyó originalmente en el período helenístico, en torno al año 100 a. C., aunque parece que quedó al menos algo inacabado. El culto a Dioniso era uno de los más importantes en Pérgamo, ya que los gobernantes de la ciudad atálidas se consideraban descendientes de Dioniso Categemon («Dioniso que guía») y Heracles. Se ha sugerido que el diseñador del templo fue Hermógenes, que diseñó en Teos el Templo de Dioniso y, en Pérgamo, al menos el segundo Templo de Dioniso de la ciudad, cerca del Santuario de Deméter y Perséfone.

## Descripción

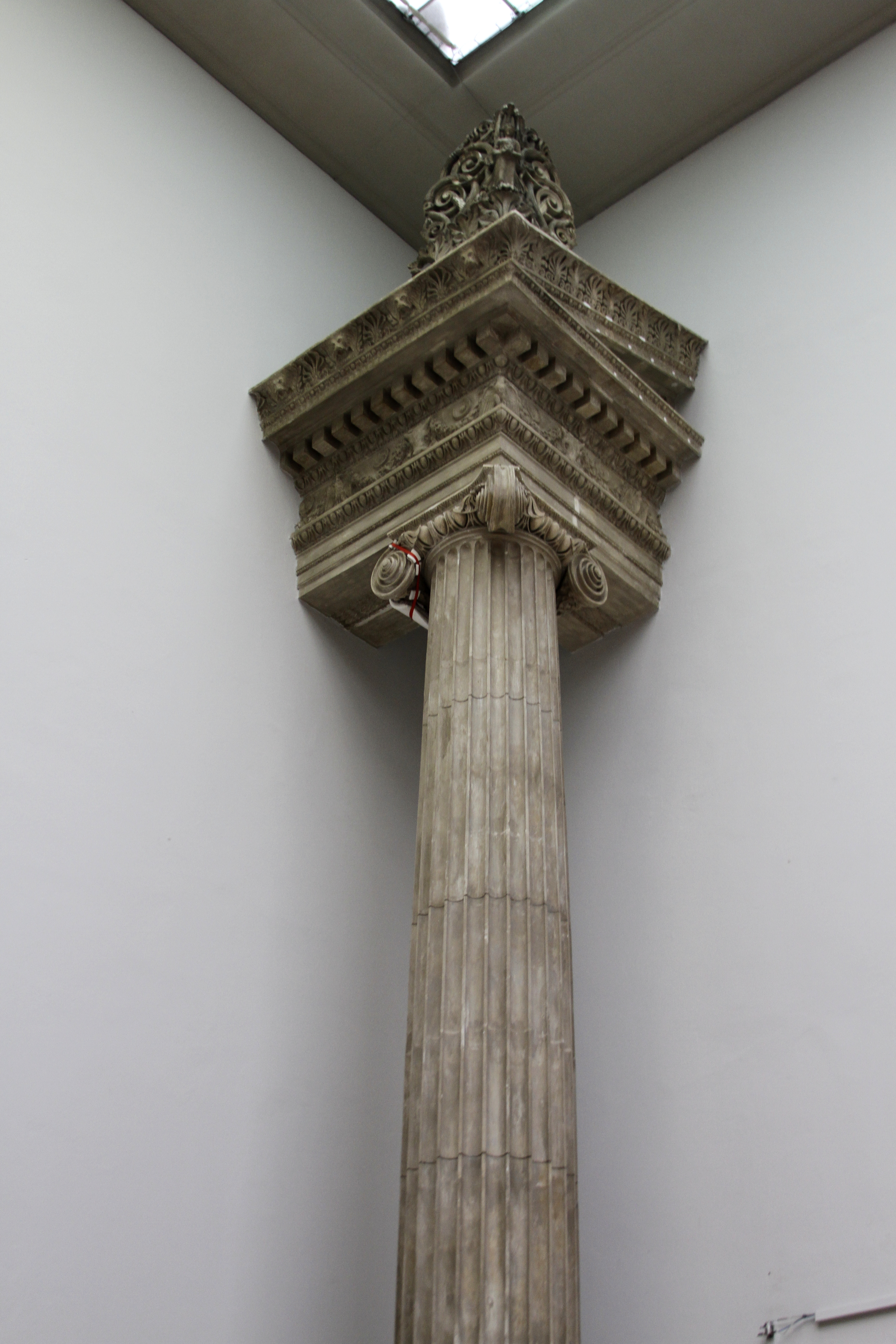
El pilar restaurado de la esquina del templo y las partes sobre él.

El templo era de estilo jónico. Estaba situado en el extremo norte de un largo terraplén en forma de calle de unos 246,5 m de largo y 17,4 m de ancho, frente al Teatro de Pérgamo o lado oeste. El templo se construyó sobre unos cimientos elevados de unos 18,5 × 27 m, con una escalinata de 28 peldaños de 4,5 m de altura.
Medía aproximadamente 13,2 × 21,6 metros. Tenía un próstilo formado por dos filas de cuatro columnas (tetrástilo) y detrás un  naos. La altura de las columnas era de unos 11 metros. En su interior había una estatua de culto al dios, cuyo pedestal se ha conservado. El tamaño del templo lo convierte en el mayor templo próstilo conocido construido en época helenística.

El pilar de la esquina izquierda y parte del entablamento , el tejado y la decoración del acroterio de la fachada han sido restaurados en el Museo de Pérgamo de Berlín.